# Villamiel de la Sierra
Villamiel de la Sierra község Spanyolországban, Burgos tartományban. Villamiel de la Sierra Palacios de la Sierra, Ibeas de Juarros, Pineda de la Sierra, Tinieblas de la Sierra, Villoruebo és Palazuelos de la Sierra községekkel határos. Lakosainak száma 43 fő (2024).

## Népesség
A település népessége az utóbbi években az alábbiak szerint változott:
| Lakosok száma | 39   | 38   | 37   | 35   | 37   | 40   | 46   | 45   | 44   | 43   |
|               | 2001 | 2004 | 2006 | 2009 | 2011 | 2014 | 2016 | 2019 | 2021 | 2024 |